# Парламентские выборы в Антигуа и Барбуде (2014)
Парламентские выборы в Антигуа и Барбуде прошли 12 июня 2014 года. На выборах были избраны 17 членов Палаты представителей. Победу на них одержала оппозиционная Лейбористская партия, получившая 14 из 17 мест. Остальные 3 места остались за представителями правившей с 2004 года Объединённой Прогрессивной партии. Лидер лейбористов Гастон Браун назначен новым премьер-министром страны.

## Контекст
После длительной задержки из-за отложенного решения суда об изменениях, которые могли бы повлиять на места в парламенте, 15 мая 2014 года премьер-министр Болдуин Спенсер назначил день выборов. Во время своей кампании Гастон Браун говорил, что сделает страну экономическим центром Карибского моря с полной занятостью и привлечением инвестиций, отмечая, что «не будет никаких быстрых решений», и потребуется время, чтобы измениться.

## Результат
17 членов Палаты представителей были избраны в одномандатных округах на 164 избирательных участках. Лейбористская партия получила 14 мест, в то время как Объединённая Прогрессивная — 3. Премьер-министр Болдуин Спенсер был переизбран в парламент с трудом — получив около 30 голосов.
| Партия                                 | Голоса | %     | Места | +/-   |
| -------------------------------------- | ------ | ----- | ----- | ----- |
| Лейбористская партия Антигуа и Барбуды | 24 212 | 56,45 | 14    | +7    |
| Объединённая прогрессивная партия      | 17 994 | 41,95 | 3     | -6    |
| Народное движение Барбуды              | 484    | 1,13  | 0     | -1    |
| Antigua & Barbuda True Labour Party    | 182    | 0,42  | 0     | новая |
| Antigua Barbuda People’s Movement      | 13     | 0,03  | 0     | новая |
| Missing Link VOP                       | 7      | 0,02  | 0     | новая |
| Недействительные/пустые бюллетени      | 185    | -     | -     | -     |
| Всего                                  | 43 077 | 100   | 17    | 0     |
| Зарегистрированные избиратели/явка     | 47 720 | 90,27 | -     | -     |
| Источник: Antigua Elections            |        |       |       |       |

## Реакция
Новоизбранный премьер-министр Гастон Браун сказал, что «реальность такова, что эта страна находится в тяжелом положении и потребует усилий всей нации. Я по-прежнему очень оптимистично настроен в отношении будущего Антигуа и Барбуда. Я хочу сделать Антигуа и Барбуда предметом зависти других стран мира». Спенсер смирился с поражением, заявив, что люди явно выбрали лейбористов .